# Acacia caerulescens
Acacia caerulescens är en ärtväxtart som beskrevs av Bruce R. Maslin och Arthur Bertram Court. Acacia caerulescens ingår i släktet akacior, och familjen ärtväxter. Inga underarter finns listade i Catalogue of Life.